# Моренгейм
Моренгейм (нем. von Mohrenheim) — баронский род, происходящий из Австрии.

## Происхождение и история рода
Грамотой Римского императора Леопольда II, (1787), гоф-медик Иосиф Моренгейм возведён, с нисходящим его потомством, в баронское Римской империи достоинство.
Его сын, Павел Осипович Моренгейм (1785—1832) — был русским поверенным в делах в Мадриде, потом послом в Константинополе.
Высочайше утверждённым (28 февраля 1894) мнением Государственного Совета действительному статскому советнику Артуру Павловичу Моренгейму (1824—1906), с потомством, дозволено пользоваться в Российской империи баронским титулом и гербом, пожалованными деду его Австрийским Императором Леопольдом II.
Род занесён в дворянскую родословную книгу Гродненской губернии.

## Описание герба
Щит разделен на четыре части, из них две голубые и две серебряные, в середине щита сияющее солнце, в обеих голубых частях четыре шестиугольные золотые звезды.
Щит увенчан рыцарским с открытым личником шлемом и баронской короной с тремя страусовыми перьями, из них первое и крайнее золотые, а среднее голубое. Намёт на щите золотой подложен голубым. Щитодержатели: два золотых льва лицо к лицу обращенные.